# Донатизам
Донатизам је био ригорозни покрет у ранохришћанској афричкој Цркви 4. века, осуђен као расколнички. Назван је по берберском хришћанину Донату (лат: Donatus Magnus) који је сматрао да црква мора бити црква светаца а не грешника и да свете тајне које су починили традитори (издајници), свештеници који су за време прогона предавали свете списе властима или су проказивали друге хришћане, нису важеће. Само тајне извршене од свештеника са моралним или светим интегритетом јесу дејствујуће. 
До сукоба је дошло око 311. године када је нови епископ Картагине Цецилијан рукоположен уз учешће Феликса из Аптунге, бившег традитора. Његови противници су поставили свог епископа Марјорина, кога је наследио Донат, по коме је раскол добио име. Године 313. је комисија, коју је именовао папа Милтидад, пресудила против донатиста. Римски цар Константин такође проглашава валидним избор Цецилијанов и интервенише против донатиста. Сам Донат је био изопштен, након чега су донатисти проглашени јеретицима, а њихове цркве затворене. Међутим, они су наставили да постоје, сматрајући себе истинском и неокаљаном црквом, једином валидном да врши свете тајне. У самој картагинској цркви је дошло до раскола, постојала су два епикопа и две пастве. Донатисти су имали јако упориште у северној Африци, док је католичка односно православна страна имала у Риму. Ван Африке су признавали бискупа Цецилијана, представника умерених, а римску партију су сматрали расколничком, која се одвојила од цркве. Донатисти су се обратили за посредништво цару Константину који је сазвао сабор у Арлу 314. године на коме су донатисти осуђени. Син Константина Великог, Констанс, преузео је против њих оштре мере. Он је затворио њихове цркве и прогнао Доната Великог. За време владавине Јулијана, донатисти су поново отворили своје цркве, а њихови епископи се вратили из прогонства. За време наредних царева против донатиста су поново издати строги закони. Римске власти су предузимали репресивне мере против њих, поготово након њиховог повезивања са бунтовним сељацима који су себе називали agonistici („војници (Христа)”) и залагали се за укидање својине, ропства и дугова.
Били су прилично јаки у време Светог Августина, који је иступао против њих крајем 4. века. Године 405. сабор у Картагини је тражио од цара Хонорија да донесе против донатиста кривичне законе, након чега су поново почеле репресије. Године 409. Хонорије је издао указ о верској толеранцији, али под утицајем римске цркве га је убрзо укинуо. Године 411. одржан је у Картагини сабор на коме је учествовало 286 православних и 280 донатских епископа. Након три дана расправљања, царев опуномоћеник је објавио да су донатисти побеђени. Године 414. они су лишени грађанских права, а 415. године им је под претњом смртне казне забрањено да се окупљају на богослужења. И поред свега, одржали су се као заједница још неколико наредних векова. Нестају тек са арапским освајањима Африке у 7. и 8. веку.